# کپلر-۱۹
کپلر-۱۹ (انگلیسی: Kepler-19) که با نام‌های پیشین (TYC 3134-1549-1 ، 2MASS J19214099 + 3751064 ، GSC 03134-01549 ، KOI-84) نیز شناخته شده یک ستاره ستاره نوع جی رشته اصلی (G7V) است که میزبان سیاره‌های کپلر-۱۹بی ، کپلر-۱۹سی و کپلر-۱۹دی است. این ستاره در پنج دقیقه‌ی قوسی شمالی شمال غربی خوشه باز بسیار دورتری از ان‌جی‌سی ۶۷۹۱ واقع شده است.